# Ironie osudu aneb Rozhodně správná koupel!
„Ironie osudu aneb Rozhodně správná koupel!“ (rusky Ирония судьбы, или С лёгким паром!) je sovětský dvoudílný televizní film režiséra Eldara Rjazanova, který byl natočen v roce 1975 a poprvé se objevil na televizních obrazovkách v SSSR 1. ledna 1976 v 17:45 na prvním programu Sovětské centrální televize CT. V současné době[kdy?] je film každoročně vysílán 31. prosince na Prvním kanále. Je odhadováno, že premiéru zhlédlo 100 milionů diváků; již 7. února film opakovali v reakci na nesčetná přání ze strany diváků. Do roku 1978 podle Fjodora Razzakova film „v TV vidělo řádově 250 milionů lidí“. Film byl promítán také v kinech (295 kopií, okolo 7 milionů diváků). V roce 1977 byla filmu udělena Státní cena SSSR.

## Historie
Film je autorským zfilmováním divadelní hry Emila Braginského a Eldara Rjazanova s názvem „Ironie osudu aneb Jednou o silvestrovské noci“ (z toho právě byla převzata druhá část názvu filmu. Tato divadelní hra, která byla napsána v roce 1969 a hned od uvedení filmu byla úspěšně inscenována v několika divadlech po celém Sovětském svazu. Tato divadelní hra má stejný námět.
Na podzim roku 1975, těsně před oficiální televizní premiérou, zhlédli film televizní diváci v Gruzii v rámci programu Sovětského festivalu televizních filmů (který se odehrával v Tbilisi), na němž film obsadil první místo. Od „Ironie osudu“ započalo v Rjazanovově tvorbě období filmů, v nichž je propojena komičnost a vážnost, což má blíže k melodramatu a dokonce k tragikomedii. (Podle názoru režiséra je předchůdcem tohoto období film „Pozor na auto“.

### Adaptace
Existuje knižní adaptace (drama s podrobnými režijními poznámkami) „Ironie osudu“, která byla publikována v jednom z několika sborníků filmových scénářů Eldara Rjazanova. Jsou v ní nepodstatné rozdíly v porovnání s filmem. Například tam je scéna, ve které Žeňa poskytuje první pomoc matce Nadi, když se jí udělalo špatně od srdce.

## Děj
Film začíná satirickým animovaným úvodem o vytvoření a rozšíření typových architektonických projektů, jež v zemi vytvořily stejnorodou zástavbu v různých městech (tvůrce animace – Vitalij Peskov). Moskva, nová výstavba. Nenapravitelný 36letý starý mládenec a chirurg Jevgenij Michajlovič Lukašin plánuje oslavit Nový rok se svou nevěstou Galjou v bytě, jejž nedávno dostali na adrese: 3. ulice Stavbařů, dům č. 25, byt 12. Jevgenij se chystá o novoroční noci požádat Galju o ruku a povídá ji o tom, že už žádal o ruku jednu ženu, ale potom si to náhle rozmyslel a utekl do Leningradu. Galja se chystala odejít, aby se večer mohla znovu vrátit k Lukašinovi a oslavit s ním Nový rok. Na důkaz svých vážných úmyslů Žeňa Lukašin dává Galje klíče od nového bytu.
Před oslavou Nového roku Žeňa a jeho přátelé Pavlik, Saša a Míša odjíždí, již podle jejich staré tradice, do sauny. Tam se pořádně opíjejí a poté jedou na letiště vyprovodit Pavlika, který musí letět za sovu manželkou do Leningradu. Letadlem však opilý Saša a Míša nechtěně posílají polospícího Žeňu. Probouzí se až na Leningradském letišti, volá si taxi a řidiči diktuje svou moskevskou adresu, na níž se v Leningradě nachází přesně takový typový dům jako v Moskvě. Žeňa jde po schodech do bytu, jejž považuje za svůj a odemyká typový zámek klíčem od svého moskevského bytu. V bytě s typovým sovětským nábytkem je stejný nepořádek po nastěhování, jako i v jeho opravdovém bytě, takže bez jakéhokoli podezření. Žeňa vysílený po dlouhém dni zmožen alkoholem usíná. Po chvíli se do bytu vrací učitelka ruského jazyka a literatury Naděžda Vasiljevna Ševeljovová, která v tomto bytě žije a chystá se oslavit Nový rok se svým ženichem Ippolitem Georgijevičem. Se zděšením nachází u sebe doma spícího cizího člověka, a tak se ho snaží vzbudit a vyhnat, než přijde Ippolit.
Žeňa se všemožně brání. Z jeho úhlu pohledu vtrhla do jeho bytu cizí žena a z nejasné příčiny ho vyhání pryč. V důsledku zmateného vysvětlování a vzájemného ukázání si pasů vychází pravda najevo: Galja čeká Žeňu v Moskvě a on se nachází v Leningradě, kam již předtím utekl od bývalé nevěsty. V tom přichází Ippolit, který Nadě ztropí scénu a Žeňa odchází. Avšak brzy zjišťuje, že nemá peníze na lístek do Moskvy, a proto se vrací, aby si půjčil. Naďa souhlasí, že mu pomůže. V Ippolitovi to vyvolává další výbuch žárlivosti a naštvaně odchází. Žeňa se neúspěšně snaží Ippolita dohnat. Naďa již vystřízlivělému Žeňovi dovoluje zůstat, aby se mohl dovolat Galje a vysvětlit jí co se stalo, ale když se konečně dovolá své milované zjišťuje, že ho nechce ani slyšet. Hrdinové se nuceně nachází v jednom pokoji a postupně k sobě začínají pociťovat vzájemné sympatie. Poté znova přichází Ippolit. Kvůli tomu, že je Žeňa stále ještě v bytě, jde situace do tuhého. Naděžda je vyhání z domu oba. Jelikož si Žeňa zapomněl brašnu se saunovou metličkou, tak se znova vrací a Naďa mu sama nabízí, aby zůstal. Poté přichází již opilý Ippolit. Během toho, co zpívá, pije a sprchuje se přímo v oblečení, vysvětluje oběma, jak těžké je během tak krátké doby zničit staré a vytvořit nové. Poté odchází nadobro.
Naďa otřesená Ippolitovými slovy usoudí, že s Žeňou to nemá budoucnost, a to, co se stalo, byla pouze hra. Žeňa odlétá zpět do Moskvy s fotografií Nadi, kterou jí předtím vzal. Avšak Naďa zjišťuje, že Žeňa opět zapomněl brašnu s metličkou a pochopila, že je to osud, a ještě ten den přilétá do Moskvy, aby navždy zůstala se svým milovaným.

## V rolích
- Andrej Mjagkov – Jevgenij Michajlovič Lukašin, chirurg (zpěv – Sergej Nikitin)
- Barbara Brylská – Naděžda Vasiljevna Ševeljovová, učitelka ruského jazyka a literatury (dabing – Valentina Talyzinová, zpěv – Alla Pugačovová)
- Jurij Jakovlev – Ippolit Georgijevič, ženich Nadi
- Ljubov Dobržanskaja – Marina Dmitrijevna Lukašina, matka Ženi
- Olga Naumenko – Galja, nevěsta Ženi
- Lija Achedžakovová – Táňa, přítelkyně a kolegyně Nadi
- Valentina Talyzinová – Valja, přítelkyně a kolegyně Nadi
- Alexandr Širvindt – Pavlik, blízký přítel Ženi/ hlas vypravěče na začátku filmu
- Georgij Burkov – Miška, přítel Ženi
- Alexandr Beljavskij – Saša, přítel Ženi
- Ljubov Sokolovová – Olga Nikolajevna Ševeljovová, matka Nadi
- Gotlib Roninson – pasažér z Krasnojarska, který čeká na přistání letadla

### Neuvedeni v titulcích
- Jelena Naumkinová
- Nikolaj Pogodin – náhodný host s akordeonem
- Alexandr Postnikov – kolemjdoucí
- Boris Rudněv – taxikář
- Eldar Rjazanov – pasažér letadla

## Filmový štáb
- Autoři scénáře: Emil Braginskij, Eldar Rjazanov
- Režisér: Eldar Rjazanov
- Kameraman: Vladimir Nachabcev
- Architekt: Alexandr Borisov
- Zvuk: Jurij Rabinovič
- Hudba: Mikael Tariverdijev
- Animace na začátku filmu: Vitalij Peskov
- Producent: Lazar Milkis

## Písně a básně
| Název                                       | Autor textu         | Interpret písně/básně                               |
| Něco se se mnou děje                        | Jevgenij Jevtušenko | Sergej Nikitin (Žeňa)                               |
| Nikdo nebude doma                           | Boris Pasternak     | Sergej Nikitin (Žeňa)                               |
| Po mé ulici                                 | Bella Achmadulinová | Alla Pugačovová (Naďa)                              |
| Na Tichoreckou                              | Michail Lvovskij    | Alla Pugačovová (Naďa)                              |
| Jestli nemáte tetu (Árie moskevského hosta) | Alexandr Aronov     | Sergej Nikitin                                      |
| Líbí se mi                                  | Marina Cvětajevová  | Alla Pugačovová                                     |
| Zeptal jsem se jasanu                       | Vladimir Kiršon     | Sergej Nikitin                                      |
| U zrcadla                                   | Marina Cvětajevová  | Alla Pugačovová                                     |
| Balada o zakouřeném vagoně                  | Alexandr Kočetkov   | Andrej Mjagkov (Žeňa) a Valentina Talyzinová (Naďa) |

## Natáčení filmu
Jako typový dům s adresou 3. ulice Stavitelů 25 byly ve filmu použity dva panelové domy stojící v moskevské čtvrti Troparjovo-Nikulino na adrese Vernadského třída 113 (dům Nadi Ševeljove) a Vernadského třída 125 (dům Ženi Lukašina). Ve skutečnosti byly tyto prototypy typového domu postaveny podle experimentálního projektu, který byl realizován ve třech budovách na téže třídě. V roce 2003 byly na stěnách domů hlavních hrdinů (Ženi a Nadi) umístěny dvě pamětní desky, z nichž jedna byla odcizena. 29. prosince roku 2007 byly pamětní desky obnoveny a opět slavnostně odkryty za účasti Eldara Rjazanova.

### Casting
Postavu Lukašina mohl ztvárnit Andrej Mironov. Říká se však, že Mironov neměl úspěch u ženského publika, což bylo v rozporu s námětem filmu – nikdo by mu jeho výkon neuvěřil. Jeho účast byla proto ve filmu zamítnuta. O tutéž roli se také zajímali Pjotr Veljaminov, Stanislav Ljubšin a Innoketij Smoktunovskij. Mjagkov byl v podstatě vybrán náhodou.
O roli Nadi Ševeljove se ucházelo mnoho sovětských hereček: Ljudmila Gurčenko, Valentina Talyzinová, Světlana Nemoljajeva a další. Avšak Rjazanov žádnou ze zmíněných umělkyň do role neobsadil. Po zhlédnutí skandálního (podle sovětských úvah zbytečně erotického) polského filmu Anatomie lásky, v němž hlavní ženskou roli (Evu) ztvárnila herečka Barbara Brylska, se Rjazanov rozhodl pozvat na casting filmu Ironie Osudu právě Brylskou. Barbara Brylska do té chvíle rusky prakticky nemluvila a filmový štáb musel herečce některé věci objasňovat v angličtině. O roli Nadi se ucházely další herečky:
- Světlana Nemoljajevová;
- Ljudmila Gurčenková;
- Olga Volkovová;
- Antonina Šuranovová;
- Marina Merimsonová;
- Valentina Talyzinová.

Podle prvotního plánu si měl postavu Ippolita zahrát Oleg Basilašvili. Během natáčení však zemřel Basilašviliho otec a krátce poté i herec Efim Kopeljan, kolega Basilašviliho z Velkého dramatického divadla G. A. Tovstonogova v Petrohradě. Pod vlivem těchto události ukončil Oleg Basilašvili spolupráci na filmu. Na začátku března byl proto do role Ippolita obsazen Jurij Jakovlev. Na fotografii Ippolita, kterou Žeňa vyhodil z okna a Naďa ji následně zvedá venku ze sněhu, je vyobrazen právě Basilašvili.

## Ocenění
- 1976 – Ocenění filmu v anketě časopisu „Sovětskij ekran“ («Советский экран») jako nejlepší film roku.
- 1976 – Ocenění Andreje Mjagkova v anketě časopisu „Sovětskij ekran“ («Советский экран») jako nejlepší sovětský herec.
- 1976 – Alle Pugačovové byla věnována výběrová část Celosvazového televizního festivalu „Pěsňa-76“ («Песня-76»), která byla odvysílána v září roku 1976. Na festivale Alla Pugačovová zazpívala 4 písně z filmu Ironie osudu (Na Tichoreckou, Líbí se mi, Po mé ulici, U zrcadla).
- 1977 – Státní ocenění SSSR. Oceněné osoby:
  - režisér Eldar Rjazanov;
  - herci hlavních rolí Andrej Mjagkov a Barbara Brylska;
  - hudební skladatel Mikael Tariverdijev;
  - kamera Vladimir Nachabcev;
  - autor scénáře Emil Braginskij.

## Technické podrobnosti
- Polskou herečku Barbaru Brylskou alternovala ve filmu Valentina Talyzinová, která není uvedena v titulcích. Talyzinová se pokusila získat roli Nadi, ale neuspěla. Ve filmu si zahrála Valju, Nadinu kamarádku.
- Alla Pugačovová a Sergej Nikitin, kteří nazpívali písně hlavních hrdinů, také nejsou uvedeni v titulcích.
- Kromě známého originálu filmu existuje ještě jedna sestříhaná verze, která je občas také vysílána. Druhá verze je na rozdíl od originálu kratší. V této verzi je během telefonního rozhovoru Nadi s Galjou přidaná otázka, která v originále nezazní. Naďa říká: „Už odešel na letiště.“ Galja se po zaznění věty dotazuje: „A vy jste kdo?“ Naďa odpovídá: „Náhodná známá.“

## Fakta
- Titulky v úvodu filmu obsahují chybu: ve slově „исключительно“ (obzvlášť) chybí písmeno L. (Celá fráze: «Совершенно нетипичная история, которая могла произойти только и искючительно в новогоднюю ночь» – Naprosto netypický příběh, který se mohl odehrát pouze a obzvlášť během novoročního večera.)
- Moskevská 3. ulice Stavitelů byla v roce 1963 přejmenována na ulici Marii Uljanove. Na domě 25, který je postaven ve stylu ruských chruščovek (čtyřposchoďových panelových domů) byla umístěna deska o filmu ve tvaru brašny s věnečkem. Panelový dům byl v roce 2015 zbořen, ale tehdejší obyvatelé desku zachránili. V Leningradu 3. ulice Stavitelů nikdy nebyla. Mezi roky 1955 – 1962 však existovaly najednou dvě ulice Stavitelů. Jedna se nacházela v průmyslové zóně Krasnogvardějské oblasti, nyní se tato ulice jmenuje Boksitogorskaja; druhá byla v Kirovské oblasti, nyní je přejmenována na ulici Marinesko.
- Na začátku filmu Žeňa i Galja během rozhovoru několikrát zmiňují Katanjana, který je pozval na oslavu Nového roku. V padesátých letech Rjazanov jako kameraman natáčel s Vasilijem Katanjanem dokumentární filmy. Uvedené příjmení zaznívá také v dalších Rjazanovových filmech (Zapomenutá melodie pro flétnu, Nádraží pro dva, Privět, duraleji!).
- Do roku 1974 nebylo třeba ukazovat pas při koupi letenek nebo při výstupu z letadla pokud se jednalo o mezinárodní lety. V době odvysílání filmové premiéry už byl ale pas nezbytný.
- V jedné části filmu Naďa odpovídá Lukašinovi, který se snaží uhádnout její věk, že má 34 let. Během natáčení filmu bylo Barbaře Brylske skutečně tolik jako ve filmu. Narodila se v roce 1941.
- V jedné části filmu běží v televizi sovětský film Slaměný klobouk. Na televizní obrazovce je zachycena Ljudmila Gurčenko, která si zahrála v mnohých filmech Eldara Rjazanova. Ve filmu Ironie osudu se pro Gurčenko role nenašla, ale Rjazanov ji roli zprostředkoval tímto originálním způsobem. Společně s Ljudmilou Gurčenko je na obrazovce zachycen také Andrej Mironov, který měl zájem o roli Ženi.
- Eldar Rjazanov si zahrál pro něho charakteristickou vedlejší roli podrážděného pasažéra v letadle, na něhož neustále padá spící Lukašin.

## Video
Od roku 1990 ruská kinematografická společnost „Krupnyj plan“ («Крупный план») vydávala film na videokazetách. V letech 1995–1999 vycházel za spolupráce se společností „Videomir“ («Видеомир»). Začátkem roku 2000 byl film znova vydán na VHS společností „Master tejp“ («Мастер Тэйп»).
V roce 2000 byl film digitálně restaurován, očíslován a vydán distributorem Twister na DVD s hudbou Dolby Digital 5.1 (Surround) s ruskými a anglickými titulky, ruským a anglickým menu a doplňujícími filmografiemi a texty písní. V roce 2003 film vydala na DVD také společnost „Krupnyj plan“ («Крупный план») s hudbou Dolby Digital 5.1 (Surround) a 1.0 (Mono) a s ruskými titulky.

## Kulturní vliv
- V roce 1981 na XXVI. sjezdu Komunistické strany Sovětského svazu se Leonid Brežněv zmínil o filmu ve svém výročním projevu: Není třeba vysvětlovat, jak důležité je, aby všechno, co nás obklopuje bylo krásné a vkusné. Olympijské objekty a některé obytné moskevské čtvrti jsou oživené skvosty minulé epochy. Nově postavené leningradské architektonické celky, novostavby v Almatě, Vilniusu, Navoi a dalších městech jsou naší chloubou. Všechny městské stavby celkově potřebují více umělecké výraznosti a rozmanitosti, aby nedošlo k podobné situaci, ve které se ocitl hrdina filmu Ironie osudu, jenž se dostal do jiného města a nebyl schopen rozlišit ani dům, ani byt od svého vlastního. (Šum v sále. Potlesk.)

- V roce 2006 vyšel muzikál s názvem První rychlý («Первый скорый») ve kterém si zahráli Jurij Jakovlev a Barbara Brylska.
- V roce 2007 natočil režisér Timur Bekmambetov druhý díl filmu: Ironie osudu II.
- Roku 2013 byl v Indii natočen film Miluji Nový rok («Я люблю Новый год»), jehož děj je identický s Rjazanovovým filmem. Hrdinové filmu mají indická jména a místo Moskvy a Leningradu se příběh odehrává v Chicagu a New Yorku. Indičtí producenti mlčí o převzetí nápadu a děje filmu ze sovětské kinematografie. Nicméně soudní řízení o plagiátu zahájeno nebylo.

### Parodie
- Film Ironie osudu byl v různé době parodován v seriálech a televizních vysíláních: Pozor, moderna! («Осторожно модерн!»), Oba-na! («Оба-на»), Městečko («Городок»).
- Film byl několikrát parodován v televizním pořadu Velký rozdíl na ruském Prvním kanále:
  - Ironie osudu se zahraničními režiséry a herci (byli parodováni také James Bond, Jackie Chan, Arnold Schwarzenegger, Rowan Atkinson v roli Mistra Beana, Steven Spielberg a další);
  - Ironie osudu se speciálními efekty a reklamami;
  - Ironie osudu podle filmu Avatar;
  - Ironie osudu v japonském stylu. Kromě toho byla parodie odvysílána také v televizním vysílání Velký rozdíl v Kazachstáně.